# Ассєєв Ігор Михайлович
Ассє́єв І́гор Миха́йлович (8 березня 1921, Ростов, Донська область, РРФСР — 12 листопада 1996, Одеса, Україна) — радянський і український композитор, педагог. Заслужений діяч мистецтв України (1993). Член Спілки композиторів України (від 1958).

## Біографія
Учасник Другої світової війни. 1952 року закінчив Державний музично-педагогічний інститут імені Гнєсіних у Москві. Навчався в класі Тихона Хрєнникова. У 1949—1952 роках працював у Московській дитячій художній школі.
Від 1952 року Ігор Асєєв працював в Одеській консерваторії (нині Одеська національна музична академія імені А. В. Нежданової), від 1989 року — її доцент. Одночасно в 1952—1958 роках працював в Одеському музичному училищі.
У 1971—1976 роках Ігор Асєєв був відповідальним секретарем, а від 1976 року — заступником голови Одеської організації Спілки композиторів України.

## Творчість
Ігор Асєєв — автор творів для органа (зокрема варіації на тему пісні про Олексу Довбуша), камерних ансамблів, хорових і вокальних циклів, кантат, камерно-інструментальних творів.
У творчості тяжів до радянської тематики; експериментував із тембрами органа, написав велику кількість п'єс педагогічного репертуару. За час педагогічної роботи виховав кілька поколінь композиторів і музикознавців.

## Твори
Серед творів:
- балет «Легенда про Ларру» за Максимом Горьким (1971)
- хореографічна поема «Соната-вальс» (1976)
- вок.-симф. — кантати (1952, 1954)
- для симфонічного оркестру — симфонія «Присвята», поема «Три пальми» (1941), «Реквієм Невідомому матросу» (1964), сюїта «Фестивальні зустрічі» (1979), симфонія «І він буде судити» (1994)
- два концерти для фортепіано та симфонічного оркестру (1948, 1957)
- «Концерт-буфф» для віолончелі з оркестром (1974)
- «Триптих пам'яті Великого композитора» для скрипки з оркестром, присвячений Дмитрові Шостаковичу (1977)
- камерно-інструментальні ансамблі; твори для органа — «Симфонічні фуґи», Варіації на тему пісні про Довбуша (обидва — 1972)
- хоровий цикл на слова Івана Франка

## Літературні твори
Ігор Ассєєв також автор посібника для музичних училищ «Сборник задач по гармонии» (Київ: Музична Україна, 1981. — 80 с.), книжки про досвід роботи в музичному училищі «Про виховання молодих композиторів» (Київ, 1983).